# Classe San Antonio
La classe San Antonio è una classe di navi da trasporto anfibio, chiamate anche "piattaforme di atterraggio mobili" (LPD), utilizzata dalla Marina degli Stati Uniti. Queste navi da guerra sostituiscono le LPD di classe Austin (comprese le sottoclassi Cleveland e Trenton), così come le navi da sbarco carri armati di classe Newport e le navi da carico anfibie di classe Charleston che sono già state ritirate.
Dotati di un ponte di volo e di un'ampia base, sono progettate per schierare le forze di terra sulle coste nemiche. A bordo di queste navi è presente sia uno squadrone di quattro elicotteri la cui missione è il trasporto di truppe ed equipaggiamenti che mezzi da sbarco (due hovercraft LCAC, oppure 1 LCU, oppure quattordici veicoli anfibi EFV).
Originariamente furono proposte dodici navi della classe San Antonio, il loro prezzo indicativo originale era di 890 milioni di dollari; invece dopo averle costruite il loro costo medio divenne di 1,6 miliardi di dollari. Per l'anno fiscale 2015, la difesa autorizzò un finanziamento parziale per la dodicesima nave di classe San Antonio. A gennaio 2018 undici navi da guerra di questa classe sono in servizio attivo con la Marina degli Stati Uniti con altre due navi in costruzione o impostate per la realizzazione. Questa classe sostituisce così quarantadue navi della Marina (12 navi da trasporto anfibio della classe Austin, 5 LSD della classe Anchorage, 5 LKA della classe Charleston e 20 LST della classe Newport).

## Storia
La classe San Antonio è stata progettata per fornire alla Marina e al Corpo dei Marines degli Stati Uniti moderne piattaforme marittime capaci di operare in qualunque ambito con i miglior veicoli in dotazione alla Marina come la MV-22 Osprey, gli Expeditionary Fighting Vehicle (EFV), mezzi da sbarco a cuscino d'aria (LCAC) e anche per i mezzi futuri con cui i Marines verranno consegnati a terra. La nave è più grande di quasi il doppio rispetto alla classe Austin, con un dislocamento di oltre 25.000 tonnellate a pieno carico. Trasporta meno truppe, ma ha il doppio dello spazio per veicoli, mezzi da sbarco e aerei.
Il progetto ha abbracciato una filosofia "Design for Ownership"; ovvero un approccio di ingegneria simultanea che fa coadiuvare il progettista con gli input dell'operatore, del manutentore e del formatore nel processo di sviluppo del progetto. L'obiettivo era garantire che le realtà operative fossero prese in considerazione durante l'intera progettazione, integrazione, costruzione, collaudo e supporto del ciclo di vita delle nuove navi e dei loro sistemi. Questo processo aveva lo scopo di migliorare la prontezza al combattimento, migliorare la qualità della vita a bordo e ridurre i costi totali ciò comportò numerosi cambiamenti durante la fase di progettazione.
La classe San Antonio ha notevoli capacità difensive e tecnologiche informatiche. Infatti oltre alla protezione del Rolling Airframe Missile (RAM) dalle minacce aeree, la classe è stata progettata per ridurre al minimo la firma radar. Le tecniche che riducono la traccia radar (RCS) rendono le navi più difficili da localizzare e quindi da attaccare. Le migliorie apportate inoltre includono una protezione dalle esplosioni nucleari e una struttura resistente agli urti di esplosioni.  La rete in fibra ottica a bordo della nave (SWAN) collega i sistemi integrati a bordo.  La rete così ideata consentirà la configurazione, l'aggiornamento e la sostituzione dell'hardware più facilmente quando sarà disponibile una nuova tipologia e quindi una nuova tecnologia. Inoltre, la classe dispone di ampi sistemi di comunicazione, comando, controllo e intelligence per supportare le missioni a terra.
La classe inoltre è dotata di un sistema integrato di autodifesa della nave (SSDS). Questo sistema usa i radar e altri sensori e controlla i sistemi d'arma per una capacità di reazione rapida e automatizzata contro le minacce aeree.
L'albero del sistema Advanced Enclosed Mast/Sensors (AEM/S), è una struttura ottagonale alta 28 m con un diametro di 10 m, ed è costruito con un materiale composito multistrato. È stato progettato in questo modo per consentire alle frequenze del sensore della nave con una perdita molto bassa di riflettere altre frequenze.  La forma ottagonale affusolata dell'AEM/S è progettata per ridurre la sezione trasversale del radar e racchiudere le antenne, fornisce così prestazioni migliorate e riduce notevolmente i costi di manutenzione.
La classe San Antonio incorpora anche i più recenti standard di qualità della vita per i marines e i marinai imbarcati, inclusi posti barca, un centro commerciale per servizi navali, un centro di risorse per l'apprendimento e un centro fitness.  Le strutture mediche presenti comprendono due sale operatorie e 124 posti letto.  Inoltre, sono le prime navi USN progettate per ospitare marinai e marines di entrambi i sessi come parte dell'equipaggio e delle truppe imbarcate.
Entro la metà del 2016, la Marina e il Corpo dei Marines stavano studiando l'installazione di un sistema di lancio verticale (VLS) nelle navi di classe San Antonio in modo da poter schierare missili offensivi più grandi. Il progetto originale della nave includeva anche due Mk 41 VLS a 8 celle a prua, che sono stati riesaminati per aggiungere missili da crociera Tomahawk per supportare i Marines a terra con poche modifiche al sistema di combattimento.

## Unità navali
| Nome                               | Cantiere Navale    | Varo             | Entrata in servizio | Porto navale         | Stato          |
| ---------------------------------- | ------------------ | ---------------- | ------------------- | -------------------- | -------------- |
| USS San Antonio (LPD-17)           | Avondale,Louisiana | 12 luglio 2003   | 14 gennaio 2006     | Norfolk,Virginia     | In servizio    |
| USS New Orleans (LPD-18)           | Avondale,Louisiana | 11 dicembre 2004 | 10 marzo 2007       | Sasebo,Giappone      | In servizio    |
| USS Mesa Verde (LPD-19)            | Ingalls,Pascagoula | 19 novembre 2004 | 15 dicembre 2007    | Norfolk,Virginia     | In servizio    |
| USS Green Bay (LPD-20)             | Avondale,Louisiana | 11 agosto 2006   | 24 gennaio 2009     | Sasebo,Giappone      | In servizio    |
| USS New York (LPD-21)              | Avondale,Louisiana | 19 dicembre 2007 | 7 novembre 2009     | Norfolk,Virginia     | In servizio    |
| USS San Diego (LPD-22)             | Ingalls,Pascagoula | 7 maggio 2010    | 19 maggio 2012      | San Diego,California | In servizio    |
| USS Anchorage (LPD-23)             | Avondale,Louisiana | 12 febbraio 2011 | 4 maggio 2013       | San Diego,California | In servizio    |
| USS Arlington (LPD-24)             | Ingalls,Pascagoula | 23 novembre 2010 | 8 febbraio 2013     | Norfolk,Virginia     | In servizio    |
| USS Somerset (LPD-25)              | Avondale,Louisiana | 14 aprile 2012   | 1 marzo 2014        | San Diego,California | In servizio    |
| USS John P. Murtha (LPD-26)        | Ingalls,Pascagoula | 30 ottobre 2014  | 8 ottobre 2016      | San Diego,California | In servizio    |
| USS Portland (LPD-27)              | Ingalls,Pascagoula | 13 febbraio 2016 | 14 dicembre 2017    | San Diego,California | In servizio    |
| USS Fort Lauderdale (LPD-28)       | Ingalls,Pascagoula | 28 marzo 2020    | 30 luglio 2022      | Norfolk,Virginia     | In servizio    |
| USS Richard M. McCool Jr. (LPD-29) | Ingalls,Pascagoula | 5 gennaio 2022   |                     |                      | In costruzione |
| USS Harrisburg (LPD-30)            | Ingalls,Pascagoula |                  |                     |                      | In costruzione |
| USS Pittsburgh (LPD-31)            | Ingalls,Pascagoula |                  |                     |                      | Ordinata       |
| Senza nome (LPD-32)                | Ingalls,Pascagoula |                  |                     |                      | Ordinata       |
| Senza nome (LPD-33)                | Ingalls,Pascagoula |                  |                     |                      | Autorizzata    |